# Порт Зебрюгге

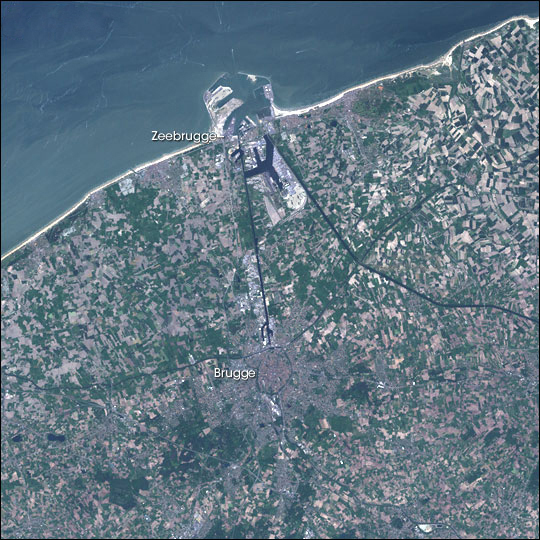
Спутниковый снимок Брюгге и порта Зебрюгге

Порт Зебрюгге, также упоминаемый как порт Брюгге-Зебрюгге или морской порт Брюгге — второй по величине порт Бельгии и один из самых важных в Европе. Обрабатывает более 50 млн тонн из грузов в год. Расположен в муниципалитете Брюгге.
Порт Зебрюгге управляется портовой администрацией MBZ (Maatschappij van de Brugse Zeehaven — Компания морского порта Брюгге), автономной компанией, регулируемой публичным правом, главным акционером которой является муниципалитет Брюгге.

## Общие сведения
Зебрюгге — это широкопрофильный порт. Наиболее важными направлениями его работы являются:
- Интенсивное движение судов-ролкеров между континентальной Европой, Великобританией, Скандинавией и Южной Европой;
- Европейский портовый концентратор для автомобильной промышленности;
- Контейнерный порт для контейнеровозов + 19 000 TEU[4];
- Импорт сжиженного природного газа и энергетических продуктов (крупнейший СПГ-терминал в Европе)[5];
- Обработка, хранение и распределение скоропортящихся продуктов и других сельскохозяйственных продуктов;
- Обработка обычных генеральных грузов и «высоких и тяжелых» грузов;
- Пассажирские (в том числе паромные) перевозки;
- Организация европейского распределения через сложную сеть соединений внутри страны.

Порт ежегодно обслуживает более 10 000 судов. С учетом косвенных сотрудников порт создает более 28 000 рабочих мест.
В Зебрюгге также имеется рыбный порт (крупнейший в Бельгии), пристань для яхт и военно-морская база. В правой гавани находится большая ветроэлектростанция.

## Катастрофы и происшествия
- 6 марта 1987 года: Британский паром MS Herald of Free Enterprise, принадлежавший Townsend-Thoresen[англ.], затонул на выходе из порта; из-за открытой носовой двери он набрал воду, потерял устойчивость и перевернулся, в результате чего погибли 193 пассажира и члена экипажа.
- 16 августа 2014 года: В порту Тилбери в контейнере были найдены 35 человек афганского происхождения, прибывшие из порта Зебрюгге. Все они, были обезвожены, и 1 человек скончался.